# 울프 (충돌구)

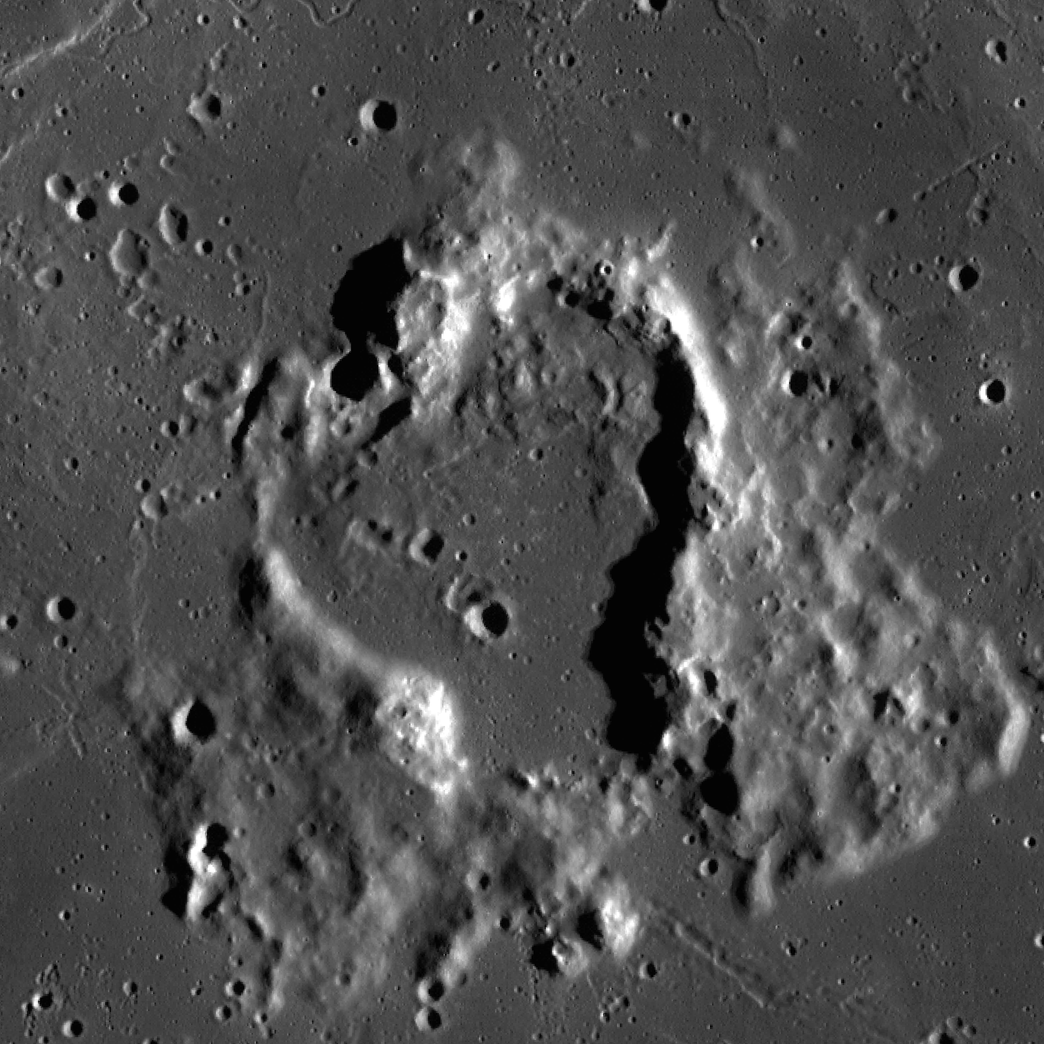
울프 충돌구의 모습.

울프는 달 남서부의 바다인 구름의 바다의 남부 중앙에 위치한 충돌구 중 하나이다. 피타포스 충돌구 북북서 평원 위와 불리알두스 충돌구 동남동 지역에 위치해 있다. 이 충돌구는 막스 볼프의 이름을 따 왔다.
이 충돌구 내부의 바닥은 용암으로 완전히 덮였으며, 표면은 약간 돌출되고 불규칙적으로 깨진 형태이다. 남아있는 테두리는 아직 순환하지 않으며, 테두리의 북쪽과 서쪽은바깥쪽으로 부풀어 있다. 해발고도는 최대 700m까지 상승한다. 작은 충돌구인 울프 B는 남쪽에 테두리가 2개 있으며, 두 개의 충돌구가 하나로 합쳐졌다고 추측하고 있다. 동쪽과 남쪽에는 낮은 능선이 연결되어 있다.

## 위성 충돌구
이러한 기능들의 규칙으로 울프 충돌구와 가까운 충돌구들이 울프 충돌구의 한 종류로 생각되기도 한다.
| 울프 | 위도    | 경도    | 지름  |
| ---- | ------- | ------- | ----- |
| A    | 22.2° S | 18.4° W | 6 km  |
| B    | 23.1° S | 16.4° W | 17 km |
| C    | 24.1° S | 14.5° W | 3 km  |
| E    | 23.9° S | 16.3° W | 2 km  |
| F    | 22.0° S | 14.9° W | 3 km  |
| G    | 22.5° S | 16.8° W | 7 km  |
| H    | 23.0° S | 14.7° W | 8 km  |
| S    | 21.2° S | 16.5° W | 35 km |
| T    | 23.4° S | 18.8° W | 27 km |